# Nærøyfjorden
Nærøyfjorden är en fjord i Aurlands kommun i Sogn og Fjordane, Norge. Den är omkring 18 km lång och utgör en arm till Aurlandsfjorden som i sin tur är en arm av Sognefjorden. Den 14 juli 2005 blev Nærøyfjorden tillsammans med Geirangerfjorden ett världsarv.
Innerst i Nærøyfjorden ligger Gudvangen. Andre bosättningar längs fjorden är Bakka, Styvi og Dyrdal. Fjorden har sitt inlopp mellan Nærnes i norr och Beitelen i söder. Öster om Beitelen går Aurlandsfjorden fram åt sydost till Aurlandsvangen och Flåm.
Fjorden omges av branta och höga fjäll och några av dessa reser sig 1 300 till 1 500 meter nästan lodrätt upp. Mellan fjällen går det branta dalar ner till fjorden, och där ligger små byar och gårdar. På väg in i fjorden är en av de första man ser Arnehus och Dyrdal på norrsidan.
Strax väster om Dyrdal ligger gården Drægo på en höjd av cirka 400 meter över havet. Längre in i fjorden ligger Styvi på motstående sida. Från Styvi går en gammal postväg in i fjorden till Bleiklindi som ligger i höjd med Bakka.
Innanför Styvi smalnar fjorden, och vid dess smalaste ställe är den inte mer än 250 meter bred. Den är relativt grund, och tillflödet av sötvatten gör att den innersta delen ofta fryser till om vintern. Längs fjordens smalaste del är fartgränsen för större fartyg 8 knop. Detta beror på att vågorna från båttrafiken slår mot kulturminnena nära havet, särskilt mot postvägen mellan Styvi och Bleiklindi.
Drygt fem km från fjordens innersta ligger gården Tufto på fjordens västsida. Härifrån och in till Gudvangen går det en bilväg (Fv251) längs med fjorden. Rakt söder om Tufto ligger byn Bakka.
Innerst i fjorden ligger Gudvangen där Nærøydalsälven mynnar ut i fjorden. Därifrån går E16 till Bergen och Østlandet.
Fram till dess att Lærdalstunneln öppnade år 2000 gick det färja året runt mellan Gudvangen och Lærdal, men sedan dess går den endast under turistsäsongen och de väglösa gårdarna förutom Tufto har således fått sämre kommunikationsmöjligheter större delen av året.
Det har registrerats 20 arter av däggdjur och omkring 50 fågelarter runt Nærøyfjorden. De senaste tio åren[när?] har det varit mycket sälar i fjorden.[källa behövs]

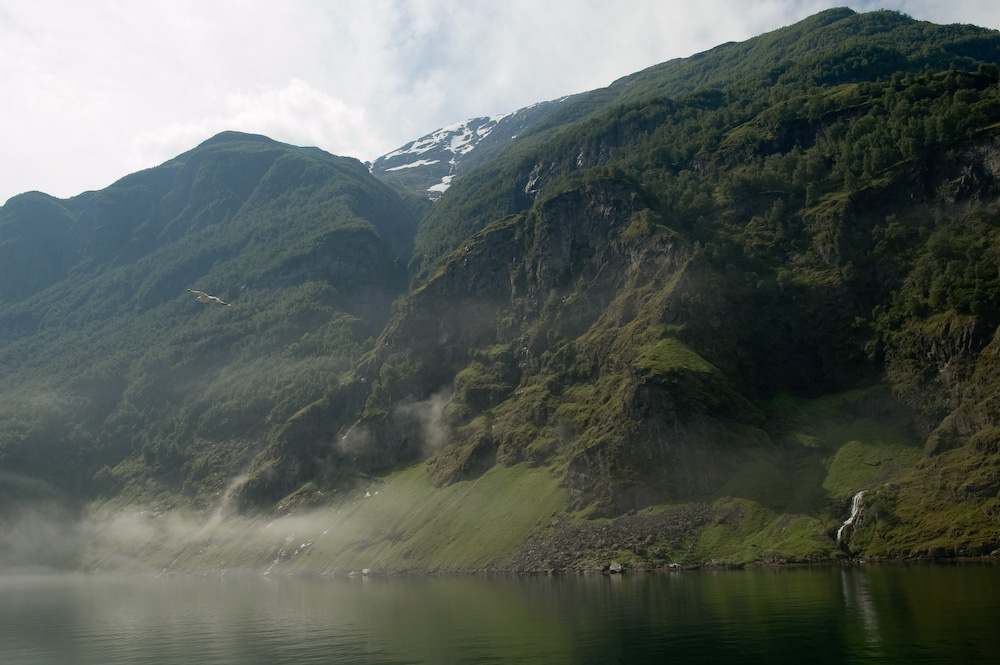
Nærøyfjordens branta bergssluttningar
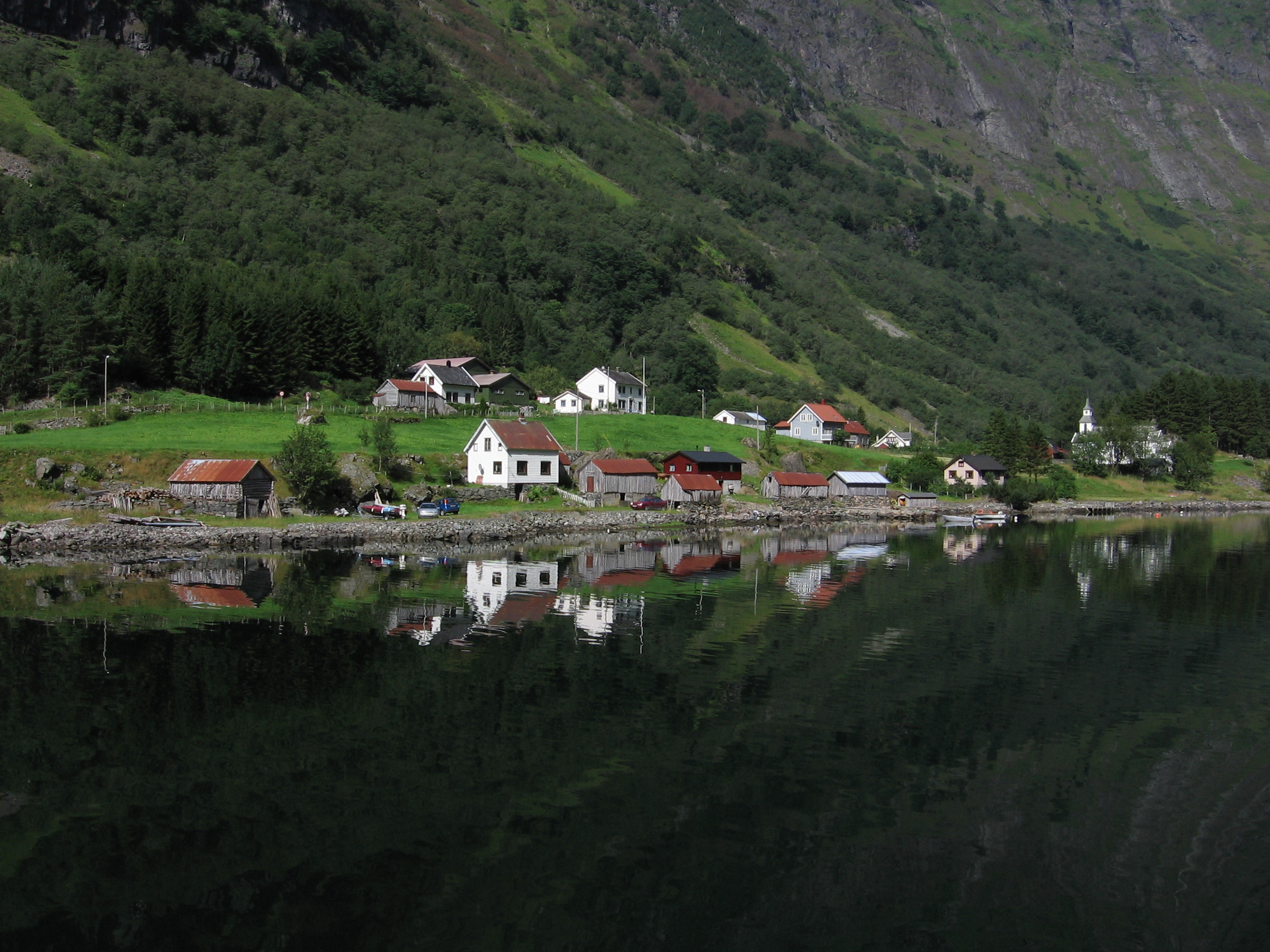
Byn Bakka ligger fem kilometer norr om Gudvangen.
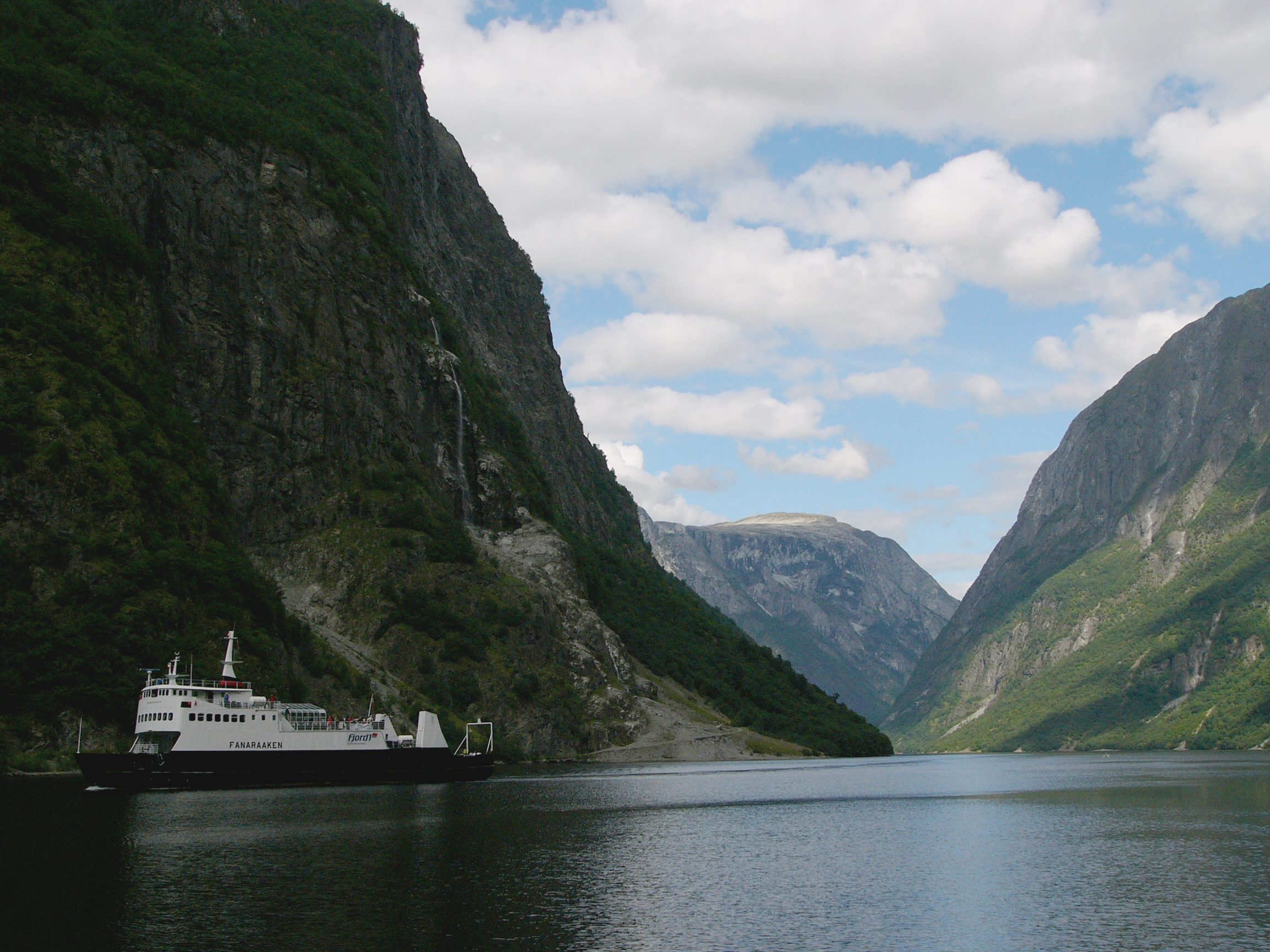
MF «Faneraaken» på väg in till kaj i Gudvangen.